# Albert Gehlen
Albert H. Gehlen (ur. 1 kwietnia 1940 w Elsenborn w gminie Bütgenbach) – belgijski samorządowiec i nauczyciel mniejszości niemieckiej, w latach 1971–1977 przewodniczący Partii Chrześcijańsko-Społecznej, w latach 1977–1981 przewodniczący Rady Kulturowej Niemieckojęzycznej Wspólnoty Belgii.

## Życiorys
W 1964 uzyskał licencjat z germanistyki na Uniwersytecie w Liège, pracował jako nauczyciel tego języka w szkole w Sankt Vith. Należał do założycieli Partii Chrześcijańsko-Społecznej, od 1971 do 1976 był jej pierwszym przewodniczącym. Od 1973 do 2004 wchodził w skład Rady Kulturowej Niemieckojęzycznej Wspólnoty Belgii (przekształconej w 1984 w Parlament Niemieckojęzycznej Wspólnoty Belgii), kierując nią w latach 1977–1981; następnie od 1984 do 1995 zasiadał w Radzie Regionu Walońskiego. Pełnił także funkcję radnego miejskiego Sankt Vith (1989–2006) i burmistrza tego miasta (1989–1994). Od 1981 do 1999 (z krótką przerwą w 1995) zasiadał w Izbie Reprezentantów. Kierował europejskim stowarzyszeniem regionu Ardeny-Eifel. W 2006 zakończył karierę polityczną.

## Odznaczenia
Odznaczony Orderem Leopolda II klasy oraz Odznaką Obywatelską (Medalem I klasy).